# Thomas Bloch

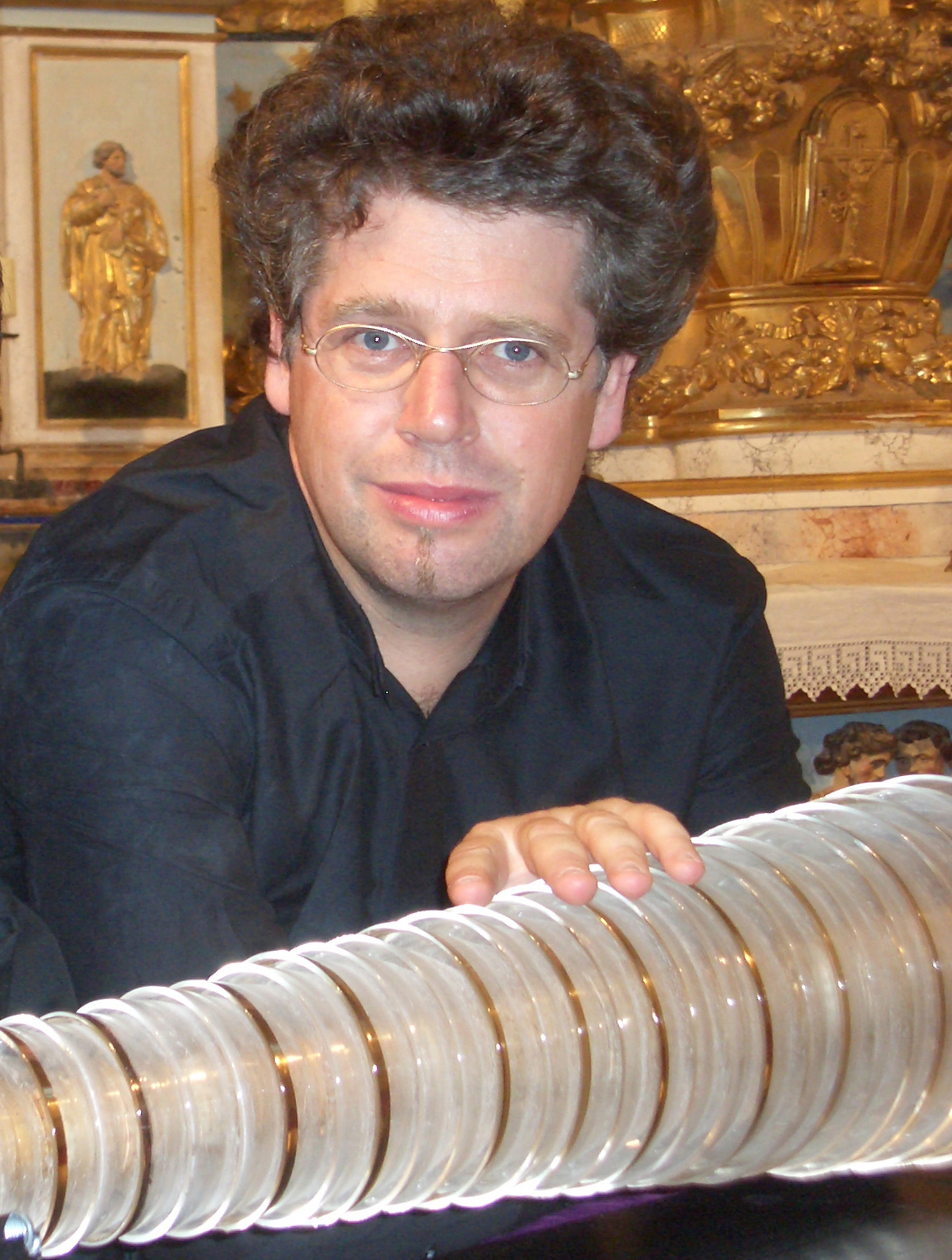
Thomas Bloch mit Glasharmonika (2007)

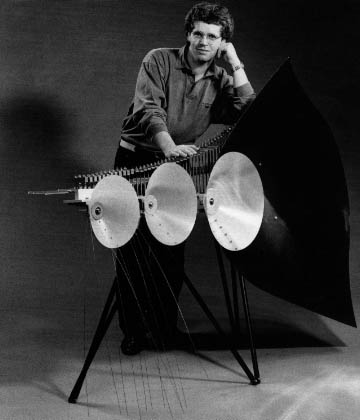
Thomas Bloch – Cristal Baschet (1992)

Thomas Bloch (* 1962 in Colmar) ist ein französischer Musiker, Komponist und Musikproduzent. Er ist ein Spezialist so seltener Instrumente wie Glasharmonika, Ondes Martenot, Cristal Baschet und Waterphone.

## Leben
Thomas Bloch studierte Ondes Martenot bei Jeanne Loriod am Pariser Konservatorium und Musikwissenschaften an der Universität Strassburg.
Bloch konzertiert weltweit mit den renommiertesten Dirigenten (Pierre Boulez, Valery Gergiev, Myung-Whun Chung, Paul Sacher, Christoph Eschenbach, Kristjan Järvi, Ivor Bolton, Michel Plasson, …), zahlreiche CDs (Naxos, EMI, Sony, Deutsche Grammophon, …) zeigen die künstlerische Bandbreite des Interpreten und Komponisten zwischen klassischer und zeitgenössischer Musik bis hin zu Rock, Pop, Filmmusik, Theatermusik und Ballettmusik (3000 Konzerte und über 100 CDs).
Er wirkte in Filmen mit (Amadeus, Die Reise der Pinguine) und trat mit Radiohead, Gorillaz, Daft Punk, Tom Waits und Bob Wilson, Marianne Faithfull, Tindersticks, Vanessa Paradis, Nana Mouskouri, Jane Birkin auf.
Seit 1992 lehrt Bloch Ondes Martenot am Conservatoire National Strasbourg und ist verantwortlich für die Präsentation der Instrumente am Pariser Musée de la Musique. Als musikalischer Direktor leitet er das Evian Music Festival.

## Tondokumente
- Olivier Messiaen: Turangalîla-Symphonie (Naxos)
- Music for Glass Harmonica (Naxos)
- Music for Ondes Martenot (Naxos)
- Classical Chill (Naxos)
- Classical Heat (Naxos)
- Mozart: Life and Works (Naxos)
- Ecuatorial / Edgard Varèse (Naxos)
- Missa Cantate / Thomas Bloch  (Naxos)